# Guzmania manzanaresiorum
Guzmania manzanaresiorum är en gräsväxtart som beskrevs av Hans Edmund Luther. Guzmania manzanaresiorum ingår i släktet Guzmania och familjen Bromeliaceae. Inga underarter finns listade i Catalogue of Life.